# Festival international du film de Moondance
Le festival international du Film de Moondance (Moondance International Film Festival) est un festival annuel indépendant, et comporte une compétition desservant plusieurs prix. Il prend place à l'automne, à Boulder (Colorado). Le premier festival de Moondance a eu lieu en 2000.
Le festival honore les réalisateurs, scénaristes et compositeurs qui sensibilisent activement le public, proposent des points de vue très différents, s'attaquent à des problèmes sociaux complexes, et resserrent les liens entre les spectateurs, au niveau international. D'après le site officiel du festival, le festival lui-même et les professionnels y participant sont des « indépendants, et de ce fait, rien n'est censuré (hormis la violence gratuite), totalement sans retenue, souvent impertinent, et certainement pas lié à un intérêt restreint. Nous choisissons des films, travaux écrits et musiques avec les critères suivants : une histoire unique, bien racontée ».

## Historique
Le festival a été fondé en 1999, après la fusillade de Columbine, par une technicienne du cinéma et une résidente de Boulder, Elizabeth English. L'intention était de donner à travers le festival une opportunité aux nouveaux talents de présenter leurs travaux, et de partager leur vision du monde d'une façon originale et non violente. English souhaite « faire une différence dans le monde et permettre aux spectateurs d'en faire partie ».
Le festival permet également aux scénaristes, compositeurs, et réalisateurs de participer à des mini-stages avec de professionnels et de bénéficier d'aide personnalisée.
English a nommé le festival Moondance en contraste avec le festival du film de Sundance, où pendant 22 ans, aucune femme réalisatrice n'avait gagné de prix. Dans ses premières années, le festival de Moondance n'était ouvert qu'aux femmes, mais il est maintenant ouvert à tous.
Les sponsors passés comptent parmi eux Jodie Foster, la Writer's Guild of America, Celestial Seasonings, et le magazine "O" de Oprah.

## Prix décernés
- Spirit of Moondance Award : Femmes scénaristes et réalisatrices. Les hommes peuvent être coscénaristes ou coréalisateurs.
- Seahorse Award : Hommes scénaristes et réalisateurs. Les femmes peuvent être coscénaristes ou coréalisatrices.
- Sandcastle Award : Hommes et femmes scénaristes, ou équipes de réalisateurs mixtes.
- Gaia Award : Prix visant à encourager et inspirer des films et scénarios contemplatifs, méditatifs, spirituels.
- Columbine Award : Travail reflétant des solutions de résolution de conflits non violents, des alternatives à la violence, ou montrant pourquoi des solutions violentes à un conflit sont contre-productives. Le travail proposé ne doit pas contenir de violence gratuite.
- Dolphin Award : Pour les jeunes de 18 ans ou moins. Moondance accepte les courts métrages, les documentaires, les projets multimédias, les clips vidéos, ou les vidéos d'animation, de même que les scénarios de courts métrages, les nouvelles et les pièces de théâtre.
- Starfish Award : Projets de comédie, ouvert aux scénaristes et réalisateurs.
- Colorado Ocean Award : Projets créés par des scénaristes, réalisateurs et compositeurs du Colorado.
- Abyss Award : Des thrillers, des films d'horreur ou surnaturels, des travaux écrits et des musiques de film. Un abysse, généralement dans les océans, est un trou si vaste que ses limites ne sont pas visibles sans une plus grande exploration. Les travaux primés dans cette catégorie ont souvent un message plus profond, caché, une morale, une leçon, ou une idée importante qui permet de poursuivre la réflexion au-delà de l’œuvre.
- Atlantis Award : Scénaristes, réalisateurs, et compositeurs de toutes catégories, venant présenter le travail depuis un pays autre que les USA.
- DGA Director Award : Le film primé est sélectionné par la Directors Guild of America.
- Audience Favorite Award : Prix du public.
- Calypso Award : Pour encourager l'esprit entrepreneur chez les artistes, pour sauver l'environnement, les habitats et la vie sauvage. Est présenté à la personne qui agrandit la connaissance de notre monde, cherche à améliorer la qualité de vie sur la planète, et contribue à l'amélioration de l'humanité.
- Neptune Award : Scénariste ou réalisateur, de plus de 75 ans qui inspire et encourage d'autres par son exemple.
- Cinema Pioneer Award : Hommage à un pionnier du cinéma muet, scénariste, réalisateur, producteur, chef opérateur, monteur, acteur, actrice.
- Living Legacy Award : Pour honorer et reconnaitre les femmes dans l'industrie du cinéma qui ont contribué à s'assurer que le travail des femmes soit reconnu et apprécié pour sa valeur, qui ont aidé d'autres femmes à atteindre le succès dans le cinéma, qui ont elles-mêmes proposé de grand travaux, et qui continuent à travailler dans cet effort vital.

## Palmarès

### Sandcastle Award Feature Films
| Year | Film     | Director, writer, producer                | Nationality of Director |
| ---- | -------- | ----------------------------------------- | ----------------------- |
| 2008 | Echos    | Perrine lievois, Hadrien don Fayel        | France                  |
| 2004 | Zen Noir | Marc Rosenbush, Erika Gardner, Frank Crim | États-Unis              |

### Spirit of Moondance Award
| Year | Film                        | Director, writer, producer                | Nationality of Director |
| ---- | --------------------------- | ----------------------------------------- | ----------------------- |
| 2011 | Prairie Sonata (short film) | Deborah Lavine, Tom Jacobson, Tara Samuel | États-Unis              |
| 2010 | The Lake Effect             | Tara Miele                                | États-Unis              |
| 2010 | Notes on Lying (short film) | Tirzah Shirai, Jessica Mathews            | États-Unis              |
| 2009 | Skin                        | Anthony Fabian                            | États-Unis              |
| 2008 | Ruby Blue                   | Jan Dunn                                  | Royaume-Uni             |